# Havasi Zoltán
Havasi Zoltán (Mezőkomárom, 1926. május 12. – 2010. december) könyvtáros, az Országos Széchényi Könyvtár megbízott főigazgatója 1984-től 1986-ig.

## Életútja
Felsőfokú tanulmányait az Apáczai Csere János Pedagógiai Főiskolán végezte 1951 és 1953 között.
1945-től 1948-ig az Országos Széchényi Könyvtár havidíjas tisztviselője, 1948-tól 1950-ig segédtisztje volt. Ezután 1952-ig a Vallás- és Közoktatásügyi, illetve Oktatásügyi Minisztérium előadójaként, majd főelőadójaként dolgozott. 1953-tól a Felsőoktatási Minisztérium osztályvezetője volt. Ugyanebben az évben kinevezték a Kossuth Lajos Tudományegyetem gazdasági rektorhelyettesévé. E posztot 1958-ig töltötte be, amikor a József Attila Tudományegyetem Könyvtárának igazgatója lett. 1973-tól az Országos Széchényi Könyvtár főigazgató-helyettese, 1984-től 1986. december 31-éig megbízott főigazgatója volt.
1964-től 1990-ig részt vett a Magyar Tudományos Akadémia Könyvtörténeti és Bibliográfiai Munkabizottságának tevékenységében. 1965 és 1972, majd 1984 és 1986 között az Országos Könyvtárügyi Tanács tagja, 1982 és 1986 között a Magyar Könyvtárosok Egyesülete elnökségi tagja volt. 1966 és 1974 között az MSZMP Szegedi Városi Bizottságában ült. 1982-től 1991-ig a Magyarok Világszövetsége elnökségi, illetve választmányi tagja volt, 1986–1987-ben a szervezet Magyar Fórumának elnökeként működött. 1964 és 1990 között a Magyar Könyvszemle szerkesztőbizottságának tagja, 1974-től a folyóirat társszerkesztője volt. 1970 és 1972 között a Tiszatáj főszerkesztői posztját is betöltötte.
1968-ban megszerezte az irodalomtudományok kandidátusa fokozatot, 1969-ben címzetes egyetemi docenssé nevezték ki. 1985-ben Szabó Ervin-emlékéremmel tüntették ki.

## Munkássága
A magyarországi könyvtárpolitikai irányzatokat, a könyvtár és a tudományok társadalmi szerepét vizsgálja. Kutatási eredményeit első ízben A könyvtár és a tudomány szerepe a társadalmi tudat alakulásában. Tudománypolitikai és könyvtárpolitikai irányzatok Magyarországon a XX. században 1890–1962 című kandidátusi disszertációjában összegezte.

## Főbb művei
- Tudománypolitikánk és könyvtári politikánk forradalmi öröksége (H. n., 1968)
- Egyetemi könyvtáraink felszabadulás utáni tevékenységének irányai (H. n., 1970)
- Books and Readers. Toward a Reading Society (Budapest, 1982)
- Könyvtári kutatás és fejlesztés (Budapest, 1985)